# Сад (фільм, 1939)
«Сад» — радянський художній фільм-пригодницька драма 1939 року, знята режисером Миколою Досталем на Сталінабадській кіностудії.

## Сюжет
Молодий інженер Саїд шукає нафту в одному з колгоспів Таджикистану. У Саїда закохана Зульфія, дочка старого Мамеда-Алі.

## У ролях
- Шамсі Джураєв — Саїд
- Олександр Чаргонін — Мамед-Алі
- С. Сакіджанова — Зульфі
- Петро Кириллов — професор
- Микола Новлянський — Юсуп-бобо
- Рахім Пірмухамедов — духанник
- Рустам Тура-Ходжаєв — тракторист
- А. Сініцин — тракторист
- Федір Євдокимов — буровий майстер
- Ю. Федоровський — Іван Захарович

## Знімальна група
- Режисер — Микола Досталь
- Сценарист — Леонід Соловйов
- Оператор — Ібрагім Барамиков
- Композитор — Арам Хачатурян
- Художник — Варшам Єремян